# Wapen van Argentinië

Wapen van Argentinië

Het wapen van Argentinië bestaat in de huidige vorm sinds 1944, maar het ontwerp gaat terug tot een versie uit 1813. Het wapen toont een zon die boven een met laurier omringd schild opkomt.
De zon is de Incazon of Meizon (Spaans: Sol de Mayo), wellicht het belangrijkste Argentijnse symbool; deze zon met een gezicht en omgeven door rechte en kronkelende zonnestralen symboliseert in de Inca-mythologie de zonnegod Inti en staat ook op de vlag van Argentinië. Naast de zonnegod symboliseert de zon ook de opkomst van Argentinië.
In het midden van het schild schudden twee handen elkaar, hetgeen eenheid en broederschap tussen de Argentijnse provincies en hun inwoners symboliseert. De Frygische muts, een symbool van de jakobijnen, staat voor vrijheid en de stok voor de bereidheid om die te verdedigen. De blauwe en witte kleuren in het schild staan voor de Argentijnen. De laurierkrans staat voor de overwinning.
Argentinië · Bolivia · Brazilië · Chili · Colombia · Ecuador · Guyana · Paraguay · Peru · Suriname · Trinidad en Tobago · Uruguay · Venezuela
Afhankelijke gebieden

Falklandeilanden · Frans-Guyana · Zuid-Georgia en de Zuidelijke Sandwicheilanden